# リベラト・カカーチェ
リベラト・ジャンパオロ・カカーチェ（イタリア語: Liberato Gianpaolo Cacace、2000年9月27日 - ）は、ニュージーランド・ウェリントン出身のサッカー選手。EFLチャンピオンシップ・レクサムAFC所属。ニュージーランド代表。ポジションはDF。

## クラブ歴

### ユース
アイランズ・ベイ・ユナイテッドでサッカーを始めた。またウェリントン地域の代表選手として1999年生のチームでプレーした経験もあり、リッキー・ハーバートに見出された選手である。

### ウェリントン・フェニックス
2016-17シーズンからウェリントン・フェニックスFCリザーブで出場するようになった。また、同じウェリントン・フェニックスFCのフィーダークラブであるウェリントン・ユナイテッドAFCでもプレーした。
2018年2月2日にトップチームで初出場。2017-18シーズンは2月からではあったものの7試合に出場し、2年のプロ契約を締結した。
2018-19シーズンはスコット・ギャロウェイの移籍、トム・ドイルのけがによってマーク・ルダン監督は18歳を迎えたばかりの彼を左サイドバックのレギュラーに据えた。2019年3月9日に初得点を記録した。出場機会を大幅に増やした彼はサープリート・シンを差し置いてクラブの最優秀若手選手賞に輝いた。
2019-20シーズンはチームでも欠かせない選手となり、主将のスティーヴン・テイラーも「疑う余地もなくリーグで一番傑出した左サイドバック」と述べるほどであった。3月8日の試合でトップチーム出場50試合達成、これはクラブ史上最年少記録となった。

### シント＝トロイデン
2020年8月28日に3年契約の移籍金約120万ユーロでシント＝トロイデンVVに完全移籍。9月26日の試合で移籍後初出場を記録した。加入後即先発に定着。2021年1月にはユヴェントスFCが、カカーチェの獲得を検討していると報じられた。

### エンポリ
2022年2月1日、イタリア・セリエAのエンポリFCへ期限付き移籍。2022年6月17日、エンポリへ完全移籍。

### レクサム
2025年7月18日、EFLチャンピオンシップに昇格したウェールズのレクサムAFCに完全移籍し3年契約を結んだ。移籍金の額は非公表だが、BBCスポーツでは2021年にライアン・レイノルズとロブ・マケルヘニーの共同オーナー体制になったレクサムではクラブ史上最高額の契約となる可能性があるとしている。

## 代表歴
U-17ニュージーランド代表としてOFC U-17選手権2017に出場し優勝、2017 FIFA U-17ワールドカップに出場した。
U-20ニュージーランド代表として2019 FIFA U-20ワールドカップに出場した。
ニュージーランドA代表としては2018年6月に行われたインターコンチネンタルカップに臨むメンバーに選出されたのが初選出
。同月5日のチャイニーズタイペイ代表戦で初出場を記録した。

## 私生活
ウェリントンでイタリア系の家に生まれた。父親はナポリ近郊のマッサ・ルベデンセ出身で、イタリア料理店を経営している。そのため、SSCナポリのサポーターでもある。